# Airco DH.9
L'Airco DH.9, identificato dopo il 1920 come de Havilland DH.9, fu un bombardiere leggero monomotore biplano sviluppato dall'azienda britannica Aircraft Manufacturing Company (Airco) nei tardi anni dieci del XX secolo.
Basato sul precedente DH.4, velivolo di notevole successo, venne costruito in numerosi esemplari utilizzati principalmente dal Royal Flying Corps e dalla Royal Air Force durante le ultime fasi e dopo il termine della prima guerra mondiale.
Il suo motore fu inadeguato e non riusciva a fornire la potenza prevista, pertanto il DH.9 ottenne prestazioni non eccelse e fu prontamente destinato ad essere sostituito, considerando anche l'elevato numero di perdite riscontrato in particolare sul fronte occidentale. Il suo successore, il DH.9A, venne equipaggiato con il più potente motore statunitense Liberty L-12.

## Storia del progetto
Il DH.9 fu progettato da Geoffrey de Havilland per conto dell'Airco nel 1916 come successore del DH.4. Furono utilizzate le ali e la coda del DH.4 ma venne realizzata una nuova fusoliera. Ciò permise al pilota di essere seduto più vicino al mitragliere/osservatore e, allo stesso tempo, più distante dal motore e dal serbatoio del carburante. L'altra grande differenza rispetto al DH.4 fu la scelta del nuovo e promettente motore BHP/Galloway Adriatic, che venne previsto con una potenza di 224 kW in modo da garantire al velivolo ottime prestazioni durante i combattimenti.
A seguito degli attacchi da parte di bombardieri tedeschi su Londra, fu presa la decisione di raddoppiare quasi gli squadroni del Royal Flying Corps e la maggior parte dei nuovi squadroni dovevano essere equipaggiati con bombardieri. In base alle stime sulle prestazioni del DH.9 (che dovevano superare quelle del DH.4) e la somiglianza al DH.4, il che significava che sarebbe stato facile convertire la produzione al nuovo velivolo, furono commissionati massicci ordini (4 630 esemplari) dell'aereo.
Il prototipo, realizzato dalla conversione di un DH.4 ed equipaggiato con un motore Beardmore-Halford-Pullinger (BHP), volò la prima volta a Hendon nel luglio 1917 disattendendo però le aspettative riposte dai suoi costruttori. Il BHP, un 6 cilindri in linea si rivelò afflitto da problemi di surriscaldamento già al raggiungimento della potenza nominale per cui, per poter essere utilizzato con una sufficiente sicurezza, dovette essere depotenziato a soli 230 hp (186 kW) per raggiungere la necessaria affidabilità. Questo influì drasticamente sulle prestazioni del modello e durante le prove in volo, soprattutto nel volo ad alta quota, risultarono inferiori a quelle offerte dal DH.4, il modello che era destinato a sostituire. In condizioni operative ciò avrebbe significato che sarebbe stato un facile bersaglio di modelli avversari che un DH.4 riusciva facilmente ad evitare.
Per cercare di risolvere questi problemi si provò a ricorrere alla sostituzione dell'originale motorizzazione con diversi propulsori raffreddati a liquido tra cui l'italiano Fiat A.12, il nuovo Napier Lion 12 cilindri a W da 321 kW ed il Siddeley Puma, modello quest'ultimo direttamente derivato dal BHP. Tuttavia tutti i test non riuscirono ad essere determinanti e si decise di riprogettare completamente il modello sviluppando la variante DH.9A.

## Impiego operativo

### Militare

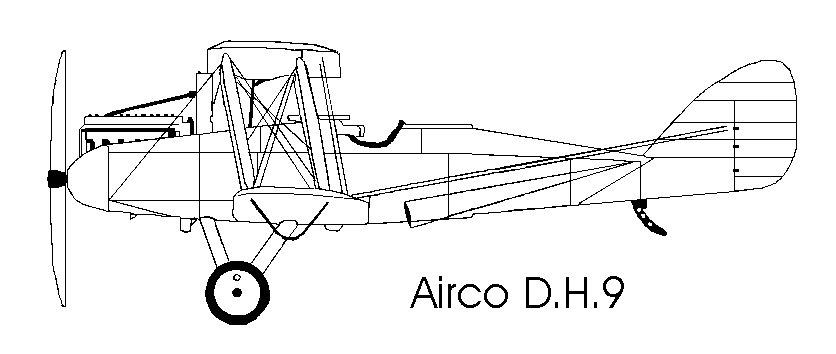

Le prime consegne furono realizzate nel 1917 al 108º squadrone RFC e fu utilizzato la prima volta in battaglia sulla Francia nel marzo 1918 dal 6º squadrone RAF; dal luglio 1918 nove squadroni furono equipaggiati con il DH.9 furono schierati sul fronte occidentale.
Le prestazioni del velivolo in azione sul fronte occidentale furono un disastro, con pesanti perdite subite, sia per le sue performance non adeguate sia per le rotture del motore. Per esempio, tra maggio e novembre 1918, il 104º e il 99º squadrone ebbero 54 piloti abbattuti e 94 feriti. Il DH.9 ebbe tuttavia più successo contro le forze turche in Medio Oriente, dove incontrò una opposizione minore, e fu ampiamente utilizzato anche per pattugliamenti costieri per cercare di scoraggiare le operazioni degli U-Boot.
Dopo la fine della Prima guerra mondiale, i velivoli in dotazione al 47º e 221º squadrone RAF furono inviati nella Russia meridionale a sostegno dell'Armata Bianca del generale Anton Ivanovič Denikin. L'ultimo impiego bellico da parte della RAF fu nella campagna contro Mohammed Abdullah Hassan in Somalia tra Gennaio-Febbraio 1920. Sorprendentemente, la produzione fu autorizzata a continuare anche dopo la fine della guerra nel 1919 e il DH.9 uscì finalmente di servizio nella RAF nel 1920.
Dopo la fine della Prima Guerra Mondiale, un gran numero di DH.9 eccedenti divenne disponibile a basso prezzo e il velivolo fu ampiamente esportato (compresi gli aerei donati al Commonwealth). La Forza aerea del Sudafrica ricevette 48 esemplari e furono ampiamente utilizzati durante la rivolta del Rand nel 1922, diversi velivoli furono modificati con il motore radiale Bristol Jupiter e rimasero in servizio fino al 1937.

### Civile
Grazie al gran numero di DH.9 eccedenti disponibili dopo la guerra, molte imprese lo scelsero come trasporto aereo per via anche della sua capacità di carico ed autonomia. Il servizio aereo tra Londra, Parigi e Amsterdam fu garantito proprio da questo velivolo di proprietà del Aircraft Transport and Travel. Un certo numero di conversioni per diversi usi civili furono effettuate sia dalla Airco, dalla de Havilland Aircraft Company e da altre aziende come l'ADC Aircraft. Si ha notizia di altri DH.9 rimasti in servizio fino al 1936.

## Versioni
- DH.9 - Versione rivista dell'DH.4 con il pilota e il mitragliere/osservatore posti vicini (3.024 prodotti, altri esemplari sono stati realizzati in Spagna e Belgio).
- DH.9A - Versione riprogettata del DH.9 per sfruttare il più potente motore statunitense Liberty L-12.
- DH.9B - Versione civile a tre posti (pilota più due passeggeri).
- DH.9C - Versione civile a quattro posti (pilota + tre passeggeri).
- DH.9J - Versione rivisitata con il motore radiale Armstrong Siddeley Jaguar III utilizzato dalla Scuola volo De Havilland.
- DH.9J M'pala I - Versione rivisitata dal Sudafrica con il motore radiale Bristol Jupiter VI
- DH.9J M'pala II - Versione rivisitata dal Sudafrica con il motore radiale Bristol Jupiter VII
- Mantis - Versione rivisitata dal Sudafrica con il motore Wolseley Viper.
- Handley Page HP.17 - Versione con ali e flap sperimentali.[10]
- USD-9 - Versione realizzata dall'esercito statunitense, 1 415 esemplari costruiti.

## Utilizzatori

### Militari
Afghanistan
- 18 aerei ricevuti nel 1924.

 Australia
- Un solo esemplare.

 Belgio
- 18 aerei ricevuti.[11]

 Canada
- Royal Canadian Air Force

 Cile
- Fuerza Aérea de Chile

20 aerei ricevuti.
 Estonia
- Eesti õhuvägi

13 esemplari ricevuti.
 Regno di Hijaz
 India
 Grecia
 Indie orientali olandesi
- Militaire Luchtvaart van het Koninklijk Nederlandsch-Indisch Leger

 Irlanda
- Irish Air Corps

 Lettonia
 Paesi Bassi
- Militaire Luchtvaart van het Koninklijk Nederlandsch-Indisch Leger

36 aerei ricevuti.
 Nuova Zelanda
- Royal New Zealand Air Force

operò con tre esemplari.
 Perù
 Polonia
- Siły Powietrzne
- 20 esemplari ricevuti, utilizzati per la guerra contro i russi.[14]

 Romania
- Aeronautica Regală Românã

 Spagna
 Sudafrica
 Svizzera
- Forze aeree svizzere

 Regno Unito
- Royal Flying Corps
- Royal Naval Air Service
- Royal Air Force

 Stati Uniti
- American Expeditionary Forces
- United States Marine Corps

 Uruguay
- Fuerza Aérea Uruguaya

### Civili
Australia
- Qantas

 Belgio
- Sabena

 Paesi Bassi
- KLM

 Spagna
- Cia Espanola del Trafico Aereo

 Regno Unito
- Aircraft Transport and Travel
- Handley Page Transport Company

## Esemplari attualmente esistenti

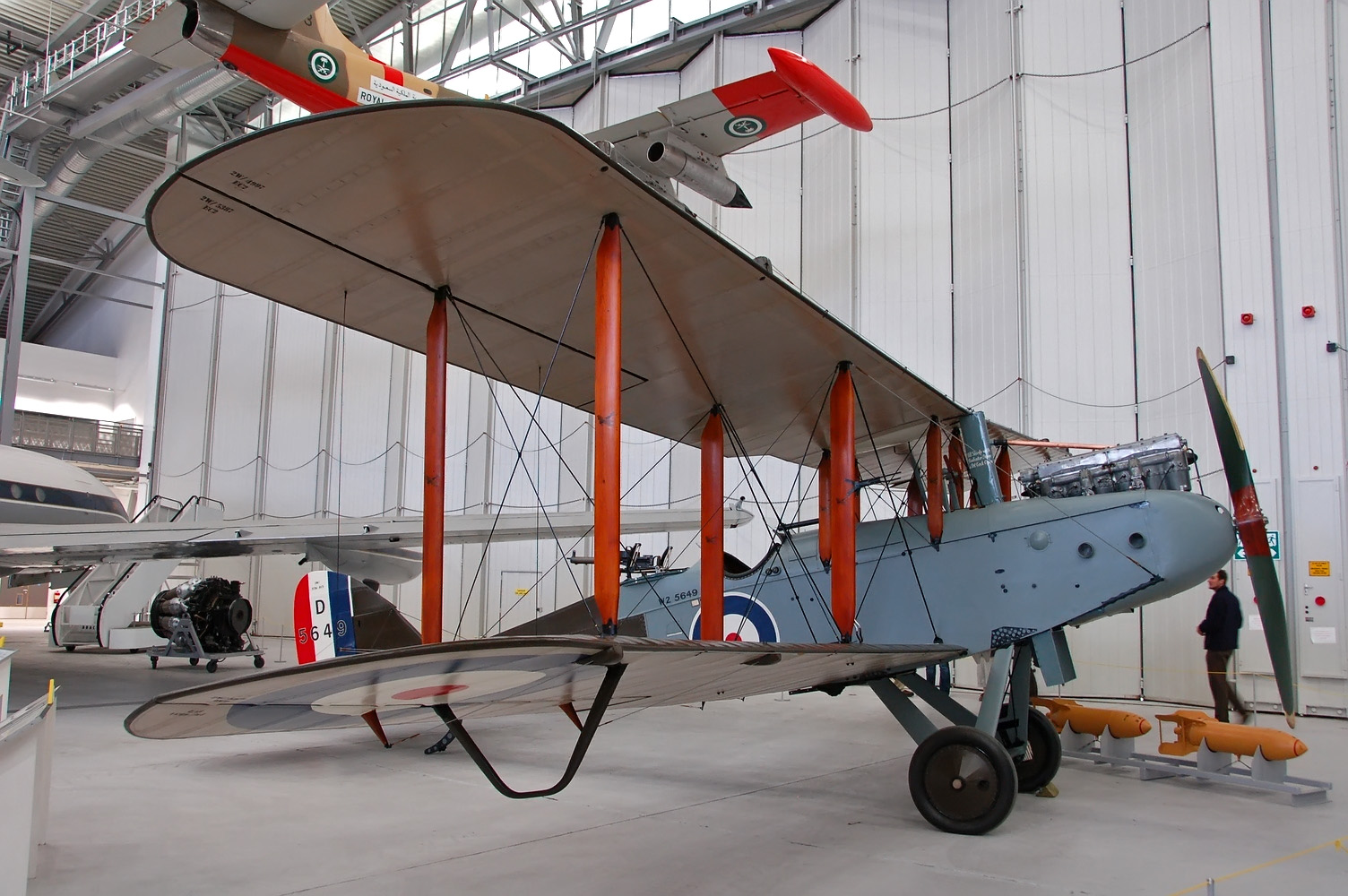
DH.9 Conservato all'Imperial War Museum di Duxford

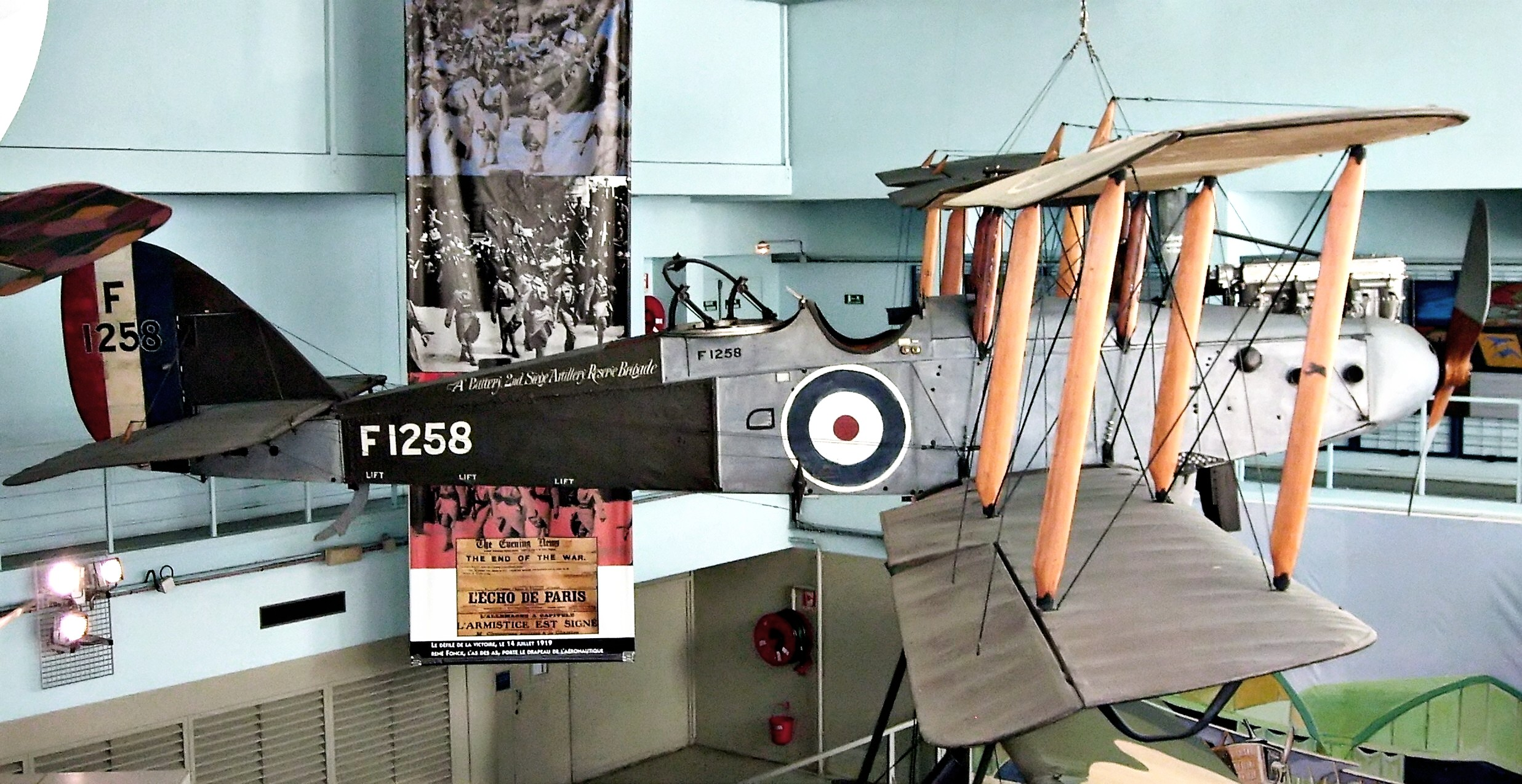
DH.9 F1258 in mostra al Musée de l'air et de l'espace, Parigi Le Bourget

Delle centinaia di aerei costruiti, solo pochi esemplari sono giunti al giorno d'oggi. F1258 è conservato al Musée de l'air et de l'espace a Parigi, un secondo è conservato in Sudafrica e un terzo, il G-EAQM primo aereo a volare dal Regno Unito all'Australia e conservato all'Australian War Memorial, Canberra.
Nel 2000 tre esemplari vennero rinvenuti in India di cui uno è conservato a all'Imperial War Museum  di Duxford ed un altro dovrà essere riportato in condizioni di volo.

### Riviste
- (EN) J.M. Bruce, The De Havilland D.H.9: Historic Military Aircraft: No. 12, Part I, in Flight, 6 aprile 1956,  pp. 385-388, 392.
- (EN) J.M. Bruce, The De Havilland D.H.9: Historic Military Aircraft: No. 12, Part II, in Flight, 13 aprile 1956,  pp. 422-426.
- (EN) F. Gerdessen, Estonian Air Power 1918 - 1945, in Air Enthusiast, n. 18, aprile - July 1982,  pp. 61-76, ISSN 0143-5450 (WC · ACNP).